# Lasowice (województwo opolskie)
Lasowice – wieś w Polsce położona w województwie opolskim, w powiecie nyskim, w gminie Otmuchów.
W latach 1975–1998 miejscowość administracyjnie należała do ówczesnego województwa opolskiego.

## Nazwa
W księdze łacińskiej Liber fundationis episcopatus Vratislaviensis (pol. Księga uposażeń biskupstwa wrocławskiego) spisanej za czasów biskupa Henryka z Wierzbna w latach 1295–1305 miejscowość wymieniona jest w zlatynizowanej formie Lossowitz.

## Historia
Od końca XVIII w. wieś posiadała pieczęć gminną, na której wizerunku przedstawiono  stojący snop zboża, obok po obu stronach wyrastają  z murawy po trzy kwiaty, nad kwiatami dwa ptaki w locie.

## Zabytki
Do wojewódzkiego rejestru zabytków wpisane są:
- kościół par. pw. Wniebowzięcia NMP, z 1792 r.
- dom nr 2, z XVIII/XIX w. (nie istnieje)
- dom nr 3, z XIX w.